# Prenesta philinoralis
Prenesta philinoralis is een vlinder uit de familie van de grasmotten (Crambidae), uit de onderfamilie van de Spilomelinae. De wetenschappelijke naam van deze soort is voor het eerst voorgesteld als Botys philinoralis door Francis Walker in een publicatie uit 1859.
De soort komt voor in Jamaica.